# Henriette Burenne
Henriette Burenne, verheiratete Henriette Heuser-Burenne (* um 1850 wohl in Prag; † 21. November 1878 ebenda) war eine tschechische Opernsänger (Alt), die in Köln, Prag und Hamburg wirkte.

## Leben
Als Tochter eines Prager Musiklehrers war sie zunächst 1872–1874 als erste Altistin am Kölner Opernhaus engagiert. In den folgenden Jahren wirkte sie am Deutschen Theater in Prag (1874–76) und am Stadttheater in Hamburg (1876–77). In Hamburg sang sie 1876 erfolgreich bei der deutschen Erstaufführung von Verdis Aida die Amneris, wie auch bei einem Gastspiel an der Wiener Hofoper im gleichen Jahr. Nach 1877 kehrte sie nach Prag zurück. Ihre Laufbahn nahm durch einen frühen Tod ein jähes Ende.